# Strada europea E264
La strada europea E264 è una strada europea che collega Jõhvi a Inčukalns. Come si evince dalla numerazione, si tratta di una strada di classe B posta nell'area delimitata a nord dalla E20, a sud dalla E30, ad ovest dalla E65 e ad est dalla E75.

## Percorso
La E264 è definita con i seguenti capisaldi di itinerario: "Jõhvi - Tartu - Valga - Valka - Valmiera - Inčukalns".